# Dionna Harris
Dionna Marie Harris (* 4. März 1968 in Wilmington) ist eine ehemalige US-amerikanische Softballspielerin.

## Karriere
Harris war zwischen 1993 und 1996 Teil der US-Softballnationalmannschaft und kam auf der Position der Second Baseman zum Einsatz. Auf Vereinsebene spielte sie von 1990 bis 1994 für die Raybestos Brakettes und anschließend bis 1996 für die California Jazz.
Ihr Studium absolvierte sie an der Temple University, wo sie viermal als All-American ausgezeichnet wurde. Mit der Nationalmannschaft gewann sie 1996 die Goldmedaille bei den Olympischen Spielen.
Im Jahr 2001 wurde sie in die Delaware Sports Museum and Hall of Fame aufgenommen.